# Satz von Ptolemäus

Im Sehnenviereck ABCD gilt: :

Ungleichung des Ptolemäus:

Der Satz des Ptolemäus (nach Claudius Ptolemäus) ist ein Lehrsatz der Elementargeometrie, der eine Beziehung zwischen den Seiten und Diagonalen eines Sehnenvierecks beschreibt. Er lässt sich auffassen als Verallgemeinerung des pythagoreischen Lehrsatzes und ergibt sich selbst auch als Grenzfall des Satzes von Casey.

## Aussage
Der Satz des Ptolemäus lautet:
In einem Sehnenviereck ist das Produkt der Längen der Diagonalen gleich der Summe der Produkte der Längen gegenüberliegender Seiten.
In einem Sehnenviereck {\displaystyle \square ABCD} gilt also:
{\displaystyle |AC|\cdot |BD|=|AB|\cdot |CD|+|BC|\cdot |AD|}.
Zudem gilt auch die Umkehrung des Satzes von Ptolemäus, das heißt, stimmt in einem konvexen Viereck das Produkt der Diagonalen mit der Summe der Produkte der gegenüberliegenden Seiten überein, so handelt es sich um ein Sehnenviereck. Für Vierecke, die keine Sehnenvierecke sind, gilt die folgende Aussage, die auch als Ungleichung des Ptolemäus bezeichnet wird:
Ist {\displaystyle \triangle ABC} ein Dreieck und {\displaystyle D} ein Punkt, der nicht auf dem Bogen {\displaystyle {\widehat {AC}}} des Umkreises liegt, so gilt:
{\displaystyle |AB|\cdot |CD|+|BC|\cdot |AD|>|AC|\cdot |BD|}.

## Elementargeometrischer Beweis

Beweis zum Satz des Ptolemäus

Bei einem Sehnenviereck {\displaystyle \square ABCD} betrachte man das Dreieck {\displaystyle \triangle ABC} mit dem separaten Punkt {\displaystyle D} auf seinem Umkreis mit Radius {\displaystyle r} und das zugehörige Fußpunktdreieck {\displaystyle \triangle LMN}. Die Formel zur Berechnung der Seitenlängen eines Fußpunktdreieckes liefert dann für {\displaystyle \triangle LMN}:
{\displaystyle {\begin{aligned}&|MN|&={\frac {|AD|\cdot |BC|}{2r}}\\&|LN|&={\frac {|BD|\cdot |AC|}{2r}}\\&|LM|&={\frac {|CD|\cdot |AB|}{2r}}\\\end{aligned}}}

Beweis zur Ungleichung des Ptolemäus

Da D nun aber auf dem Umkreis von {\displaystyle \triangle ABC} liegt, ist {\displaystyle \triangle LMN} entartet und seine Seiten liegen auf der zugehörigen Simson-Gerade, so dass die zwei Seiten {\displaystyle LM}  und {\displaystyle NM} sich zur dritten Seite {\displaystyle LN} ergänzen. Es gilt also:
{\displaystyle |LM|+|NM|=|LN|}
Mit den obigen Gleichungen liefert dies:
{\displaystyle |AB|\cdot |CD|+|BC|\cdot |AD|=|AC|\cdot |BD|}
Liegt D nicht auf dem Umkreis, so gilt aufgrund der Dreiecksungleichung für {\displaystyle \triangle LMN}:
{\displaystyle |LM|+|NM|>|LN|}
Die obigen Gleichungen liefern damit dann die Ungleichung des Ptolemäus:
{\displaystyle |AB|\cdot |CD|+|BC|\cdot |AD|>|AC|\cdot |BD|}

## Beweis des Ptolemäischen Lehrsatzes im Komplexen
Neben der Möglichkeit, den Beweis elementargeometrisch zu führen, lässt sich der Ptolemäische Lehrsatz  auch leicht mit Methoden der komplexen Analysis beweisen, indem man die Eigenschaften der komplexen Umkehrfunktion:
{\displaystyle I:\;z\mapsto I(z)={\frac {1}{z}}}
ausnutzt.
Die komplexe Umkehrfunktion zählt zu den Möbiustransformationen, welche in der komplexen Analysis als stetige Transformationen der  erweiterten komplexen Zahlenebene behandelt werden.

### (I) Vereinfachung des Problems
Zunächst darf man ohne Beschränkung der Allgemeinheit annehmen, dass die Figur, welche aus dem gegebenen Sehnenviereck  {\displaystyle \square ABCD} und der zugehörigen Kreislinie {\displaystyle k} besteht, eine geometrische Figur innerhalb der komplexen Zahlenebene {\displaystyle \mathbb {C} } darstellt.
Dabei darf man weiter annehmen, dass eine spezielle Figur mit {\displaystyle A=0} vorliegt, für die also der Eckpunkt {\displaystyle A} mit dem Ursprung {\displaystyle 0\in \mathbb {C} } zusammenfällt. Denn folgt der Satz für diesen speziellen Fall, so folgt er allgemein, da jede gegebene geometrische Figur der genannten Art kongruent zu einer solchen speziellen Figur ist. Eine derartige Kongruenz lässt sich mittels einer passend gewählten Verschiebung stets schaffen.

### (II) Ausnutzung der geometrischen Eigenschaften der Umkehrfunktion
Wesentlich für den Beweis ist nun die Tatsache, dass für die Kreislinie {\displaystyle k}   der punktierte Kreisbogen {\displaystyle k\setminus \{0\}} unter der Umkehrfunktion {\displaystyle I} in eine Gerade {\displaystyle g=\{I(z):{z\in k}\wedge {z\neq 0}\}}, nämlich in die Bildgerade von {\displaystyle k\setminus \{0\}} unter {\displaystyle I},  übergeht.
Da nun auf dem punktierten Kreisbogen  der Punkt {\displaystyle C} zwischen den Punkten {\displaystyle B} und {\displaystyle D} liegt, gilt Entsprechendes für die drei Bildpunkte der Bildgeraden. Es liegt also {\displaystyle I(C)={\frac {1}{C}}} zwischen {\displaystyle I(B)={\frac {1}{B}}} und {\displaystyle I(D)={\frac {1}{D}}} und gehört damit zu den Punkten der dazwischenliegenden Strecke.

### (III) Eigentliche Berechnung
Aus (II) ergibt sich unter Benutzung der komplexen Betragsfunktion {\displaystyle z\mapsto |z|={\sqrt {z\cdot {\overline {z}}}}} unmittelbar
{\displaystyle \left|{\frac {1}{D}}-{\frac {1}{B}}\right|=\left|{\frac {1}{D}}-{\frac {1}{C}}\right|+\left|{\frac {1}{C}}-{\frac {1}{B}}\right|}
und damit
{\displaystyle {\frac {|B-D|}{|B|\cdot |D|}}={\frac {|C-D|}{|C|\cdot |D|}}+{\frac {|B-C|}{|B|\cdot |C|}}}.
Nach Erweitern mit {\displaystyle |B|\cdot |C|\cdot |D|} folgt hieraus
{\displaystyle |B-D|\cdot |C|=|C-D|\cdot |B|+|B-C|\cdot |D|}
und wegen {\displaystyle A=0} weiter
{\displaystyle |A-C|\cdot |B-D|=|A-B|\cdot |C-D|+|B-C|\cdot |A-D|}.
Dies aber ist nichts weiter als die oben behauptete und zu beweisende Identität.

## Folgerungen

### Satz des Pythagoras
Jedes Rechteck ist ein Sehnenviereck, in welchem – mit den obigen Bezeichnungen –  die Gleichungen {\displaystyle {\overline {AB}}={\overline {CD}},{\overline {BC}}={\overline {AD}},{\overline {AC}}={\overline {BD}}} gelten. Da nun ein rechtwinkliges Dreieck sich stets derart zu einem Rechteck ergänzen lässt, dass die  Hypotenuse des rechtwinkligen Dreiecks mit einer der beiden Rechteckdiagonalen und die beiden Katheten mit zwei aneinandergrenzenden Rechteckseiten zusammenfallen, zieht der Satz des Ptolemäus den Satz des Pythagoras nach sich.

### Sehnen des Umkreises eines gleichseitigen Dreiecks

Sehnen des Umkreises eines gleichseitigen Dreiecks

Gegeben seien ein gleichseitiges Dreieck {\displaystyle ABC} mit der Seitenlänge {\displaystyle s} sowie ein Punkt {\displaystyle P} auf dem Umkreis {\displaystyle k} des Dreiecks. Dann ist die Summe der Längen der beiden kürzeren der Sehnen {\displaystyle PA}, {\displaystyle PB} und {\displaystyle PC} gleich der Länge der längsten Sehne von {\displaystyle k}.
Beweis:
In der abgebildeten Figur ist ohne Beschränkung der Allgemeinheit {\displaystyle PA} die längste der drei Sehnen {\displaystyle PA}, {\displaystyle PB} und {\displaystyle PC}. Dann gilt nach dem Satz von Ptolemäus
{\displaystyle s\cdot |PA|=s\cdot |PB|+s\cdot |PC|}
und somit
{\displaystyle |PA|=|PB|+|PC|}.

## Verallgemeinerungen (Metrische Räume und Riemannsche Mannigfaltigkeiten)
In CAT(0)-Räumen {\displaystyle (X,d)} gilt die Ptolemäische Ungleichung
{\displaystyle d(x,y)d(z,p)\leq d(x,z)d(p,y)+d(x,p)d(y,z)} für alle {\displaystyle x,y,z,p\in X}.
Für vollständige Riemannsche Mannigfaltigkeiten gilt auch die Umkehrung: wenn die Ptolemäische Ungleichung für alle Punkte gilt, dann handelt es sich um einen CAT(0)-Raum.
Wenn eine Riemannsche Mannigfaltigkeit nichtpositive Schnittkrümmung hat, dann ist sie lokal ptolemäisch, d. h. zu jedem Punkt gibt es eine Umgebung, innerhalb derer die Ptolemäische Ungleichung gilt.